# Agent especial

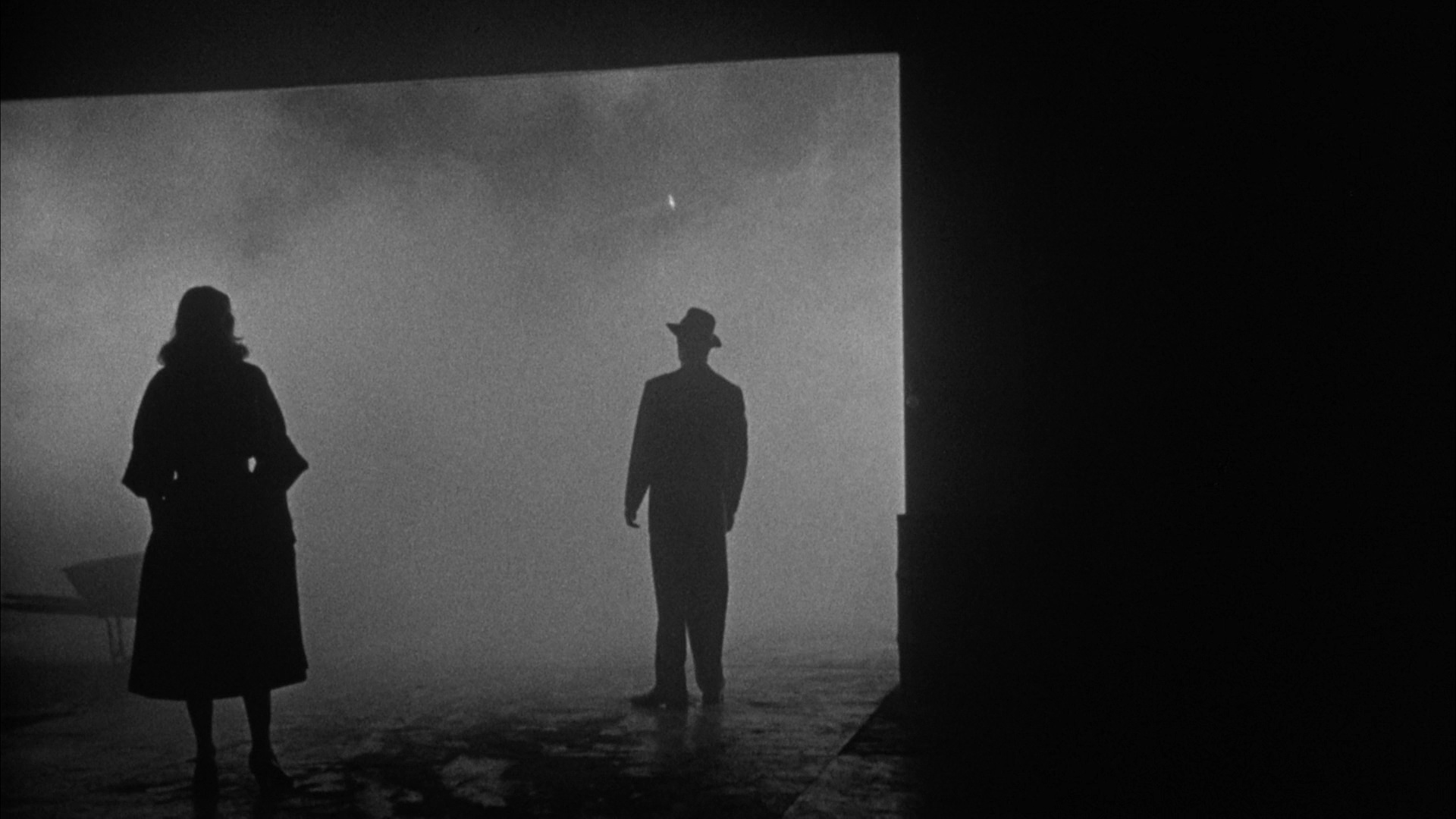
Escena del tràiler

Agent especial (títol original en anglès: The Big Combo) és una pel·lícula estatunidenca dirigida per Joseph H. Lewis, estrenada el 1955. Ha estat doblada al català.

## Argument[2]
El tinent Diamond està acorralant un cap mafiós anomenat Mister Brown però malgrat tots els mitjans que desplega, aquest continua sent intocable. El policia s'obstina, sens dubte mogut per la seva atracció per Susan Lowell. Antiga pianista convertida en l'amant oficial del criminal, aquesta acaba oferint al tinent Diamond una pista per enxampar Mister Brown.
 Agent especial se situa en l'esfera d'influència de les pel·lícules negres de l'època. Treta poc temps després de The Big Heat  i d'Un petó mortal de Robert Aldrich. L'obra segueix sent famosa pel seu aspecte sulfurós. Les relacions entre els personatges són en efecte molt crues i equívoques.

## Repartiment
- Cornel Wilde: Tinent de policia Leonard Diamond
- Richard Conte: Mister Brown
- Brian Donlevy: Joe McClure
- Jean Wallace: Susan Lowell
- Robert Middleton: Capità de policia Peterson
- Lee Van Cleef: Fante
- Earl Holliman: Mingo
- Helen Walker: Alicia Brown
- Jay Adler: Sam Hill
- John Hoyt: Nils Dreyer
- Ted de Corsia: Bettini
- Helene Stanton: Rita
- Roy Gordon: Audubon
- Whit Bissell: Doctor
- Steve Mitchell: Bennie Smith